# Laricobius loebli
Laricobius loebli is een keversoort uit de familie tandhalskevers (Derodontidae). De wetenschappelijke naam van de soort is voor het eerst geldig gepubliceerd in 2001 door Jelínek & Háva.